# Kódži Sató (fotograf)
Kódži Sató (佐藤 虹児 nebo 佐藤 虹ニ, Satō Kōji, 1. listopadu 1911 Kumagaja, prefektura Saitama – 30. května 1955) byl renomovaný japonský amatérský fotograf, zejména ve 30. letech 20. století.

## Životopis
Narodil se jako Chōkichi Satō (佐藤 長吉, Satō Chōkichi). Od svých třinácti let měl Sato fotografickou kameru Thornton-Pickard; po absolvování školy fotografoval ve volném čase vedle své práce ve velkoobchodu s jízdními koly. Když byl mladý, dostal takzvané nom de guerre Kódži Sató (佐藤 虹児, Satō Kōji).
Od roku 1931 se jeho fotografie objevovaly v japonských časopisech Camera a Šašin Geppó a od roku 1933 v Šašin Salon. Satóova díla byla vybrána pro mezinárodní výstavu Golden Gate v roce 1940.
Po válce si Sató změnil znaky pro Kódži z 虹児 na 虹ニ. Energický a široce vystavovaný portrétista před válkou a během války, po válce fotografoval své rodiče a své děti.
Sato zemřel na tuberkulózu dne 30. května 1955.
Některé ze Satóvých fotografií jsou ve stálé sbírce Tokijského metropolitního muzea fotografie, Houston Museum of Fine Arts a Shimane Art Museum.

## Publikace
- Nihon kindai shashin no seiritsu do tenkai (日本近代写真の成立と展開) / Založení a rozvoj moderní fotografie v Japonsku. Tokio: Tokijské muzeum fotografie, 1995. Plate 122: Man in black cape (黒マントの男, Kuromanto no otoko ), 1937.
- Satō Koji no šašin (佐藤虹ニの写真) / The Photographs of Koji Sato (Fotografie Kódži Satóa). N.p.: Kenji Sato, 2001. Titulky a text v japonštině a angličtině.